# Ермоловичи
Е́рмоловичи (бел. Ермалавічы) — деревня в составе Вишовского сельсовета Белыничского района Могилёвской области Белоруссии. Население — 156 человек (2019).

## Географическое положение
Ближайшие населённые пункты: Булыжицы, Митьковщина, Лубнище, Туалин.

## История
Упоминается в 1644 году как деревня в Оршанском повете ВКЛ. В 1667 году центр одноимённого имения. В 1880 году 38 дворов, помимо земледелия сельчане занимались изготовлением льняной и пеньковой пряжи и ткани. В 1882 году помещик владел 1162 десятинами земли. В 1885 году открылась школа, которая размещалась в наёмном сельском доме. В 1897 году деревня Ермоловичи—Лохвица в Княжицкой волости Могилёвского уезда, 65 дворов, хлебозапасный магазин, питейный магазин. С февраля по октябрь 1918 года оккупирована германскими войсками. В 1922 году местной школе передано национализированное здание (в 1925 году — 49 учеников). В 1926 году 123 двора, действовало садово-огородное товарищество. В 1931 году образован колхоз «1 Мая», который в 1940 году за успехи в животноводстве был представлен на Всесоюзной сельскохозяйственной выставке. В период Великой Отечественной войны со 2 июля 1941 года по 29 июня 1944 года оккупирована немецко-фашистскими захватчиками.  В 1942 году гитлеровцы спалили 98 дворов. 25 односельчан погибли на фронте, 8 — в партизанской борьбе. В 1986 году центр колхоза имени М.В. Фрунзе, действовали ремонтно-механическая мастерская, комплексно-приёмный пункт бытового обслуживания населения, клуб, начальная школа, детский сад, магазин, фельдшерско-акушерский пункт, библиотека, отделения связи и банка, автоматическая телефонная станция, столовая. В 1950 году к деревне присоединён посёлок Минёрный. В 2007 году клуб, библиотека, фельдшерско-акушерский пункт, отделение связи, магазин.
Планировочно состоит из трёх прямолинейных улиц (две меридианные, параллельные между собой, третья параллельна к автодороге с кирпичными двухэтажными 8-квартирными домами). Застройка двухсторонняя, плотная, преимущественно деревянная, с приусадебными участками. Возле автодороги автобусная станция.

## Население
| Численность населения (по переписи) | Численность населения (по переписи) | Численность населения (по переписи) | Численность населения (по переписи) | Численность населения (по переписи) | Численность населения (по переписи) | Численность населения (по переписи) | Численность населения (по переписи) |
| 1785                                | 1880                                | 1897                                | 1909                                | 1926                                | 1959                                | 2009                                | 2019                                |
| ----------------------------------- | ----------------------------------- | ----------------------------------- | ----------------------------------- | ----------------------------------- | ----------------------------------- | ----------------------------------- | ----------------------------------- |
| 101                                 | ↗237                                | ↗445                                | ↗447                                | ↗681                                | ↘225                                | ↘172                                | ↘156                                |